# Yusra (nhà khảo cổ)
Yusra là một nhà khảo cổ người Palestine. Bà đã làm việc với nhà khảo cổ học người Anh Dorothy Garrod trong cuộc khai quật tại núi Carmel. Mặc dù ít biết về cuộc sống trước đây và sau này của Yusra, và thậm chí tên đầy đủ của bà, Yusra là một thành viên nổi bật của đội khai quật từ năm 1929 đến 1935. Đáng chú ý nhất là Yusra đã phát hiện ra Tabun 1, hộp sọ người Neanderthal 120.000 năm tuổi từ hang Tabun.

## Phát hiện Tabun 1
Nhiều người cho rằng Yusra đến từ Ijzim hoặc Jaba' ở vùng Haifa, nơi mà sau đó trở thành Lãnh thổ Ủy trị Palestine. Năm 1929, nhà khảo cổ học người Anh Dorothy Garrod bắt đầu khai quật ở khu vực xung quanh núi Carmel, và theo thông lệ vào thời điểm đó, bà đã thuê công nhân từ những ngôi làng địa phương để thực hiện phần lớn công việc. Mặc dù không được đào tạo về khảo cổ học, những công nhân này thường là những thợ khai quật lành nghề và có nhiều kinh nghiệm truyền đời. Tuy nhiên, Garrod đã thuê một số lượng lớn phụ nữ làm việc trong các cuộc khai quật của bà, và nữ lại nhiều hơn nam. Khi Mary Kitson Clark đến thăm cuộc khai quật đầu tiên, bà nhấn mạnh: đàn ông làm nhiệm vụ của đàn ông, còn phụ nữ làm công việc khai quật và ghi chép. Yusrah là một trong số những người phụ nữ này.
Yusra ở lại với Garrod trong suốt cuộc khai quật bà tại Carmel, từ năm 1929 đến 1935, làm việc tại các địa điểm quan trọng ở thời tiền sử như hang Tabun, El Wad, Es Skhul, hang Shuqba, hang Kebara. Yusra trở thành "chuyên gia bậc nhất" trong số những người phụ nữ được Garrod thuê, và được giao làm quản đốc. Bà thường làm việc cùng với Jacquetta Hawkes, một trong những học trò của Garrod, người sau này trở thành một nhà khảo cổ học và nhà văn nổi tiếng.

## Cuộc sống sau này và di sản
Yusra đã chia sẻ với Hawkes về mong muốn được học tập tại trường Cao đẳng Newnham, Cambridge, nơi mà Garrod đã theo học, nhưng điều này lại không thành hiện thực. Người ta không biết gì kể từ sau khi cuộc khai quật núi Carmel kết thúc. Người dân của Izjim và Jaba đều di tản khi Chiến tranh Ả Rập-Israel 1948 nổ ra. Những điều ít được biết về đời tư của Yusra đều bắt nguồn từ nhật ký của Kitson Clark và hồi ức của Hawkes, cũng như các giấy tờ của Garrod để lại đã được nhà nghiên cứu Pamela Jane Smith tái khám phá vào năm 1997.
Phát hiện về hộp sọ Tabun 1 của Yusra là một đóng góp để đời cho khoa học. Câu chuyện của bà đã được bàn tán, và cũng ví dụ cho việc một người phụ nữ đã đóng góp cho ngành khảo cổ học nhưng phần lớn lại bị lãng quên.